# Obywatelski Komitet Obrony Przeciwgazowej
Obywatelski Komitet Obrony Przeciwgazowej (OKOP) – stowarzyszenie, którego głównym celem było wybudowanie gmachu dla Instytutu Badawczego Broni Chemicznej z zebranych funduszy społecznych.

## Komitet założycielski

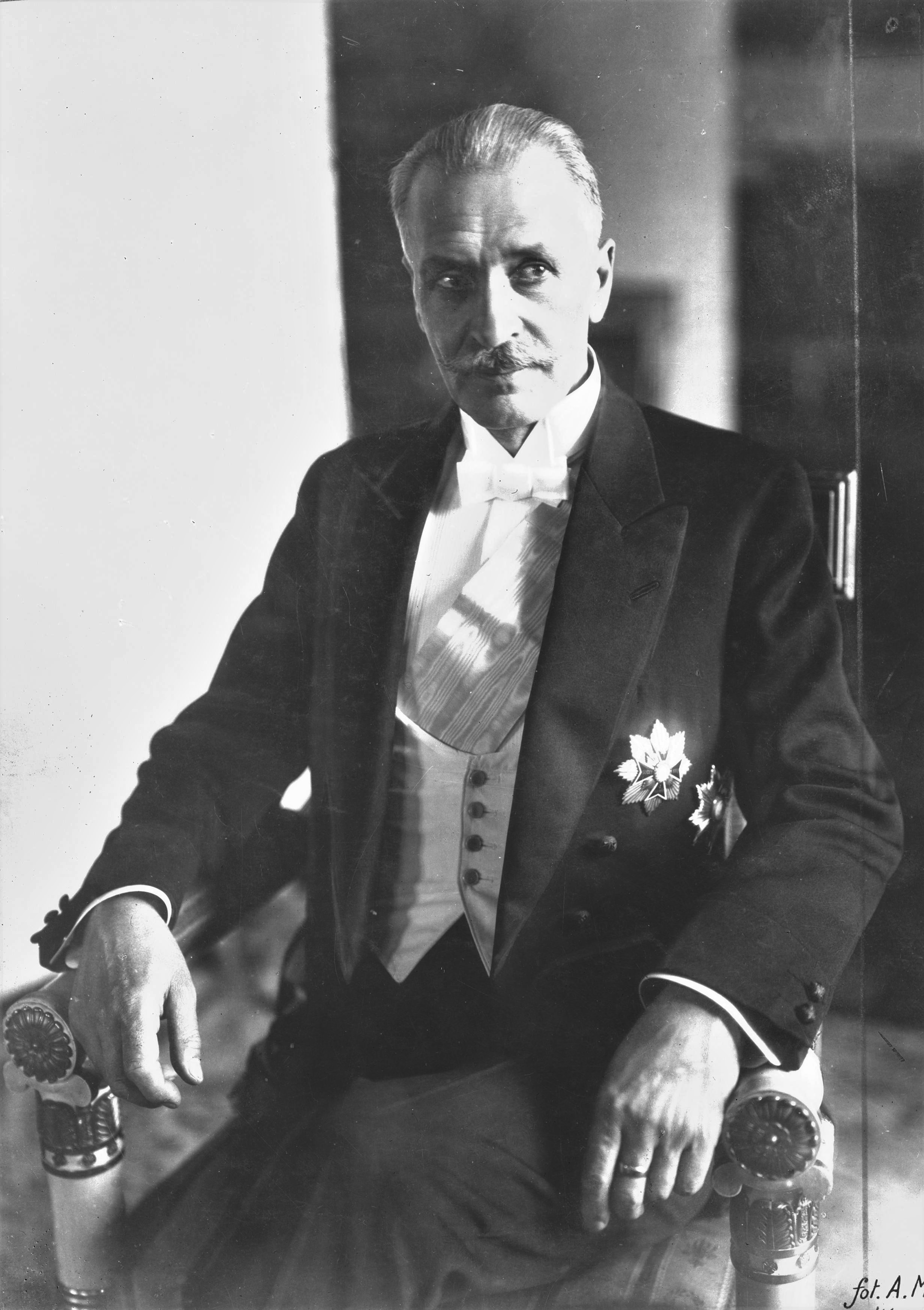
Ignacy Mościcki

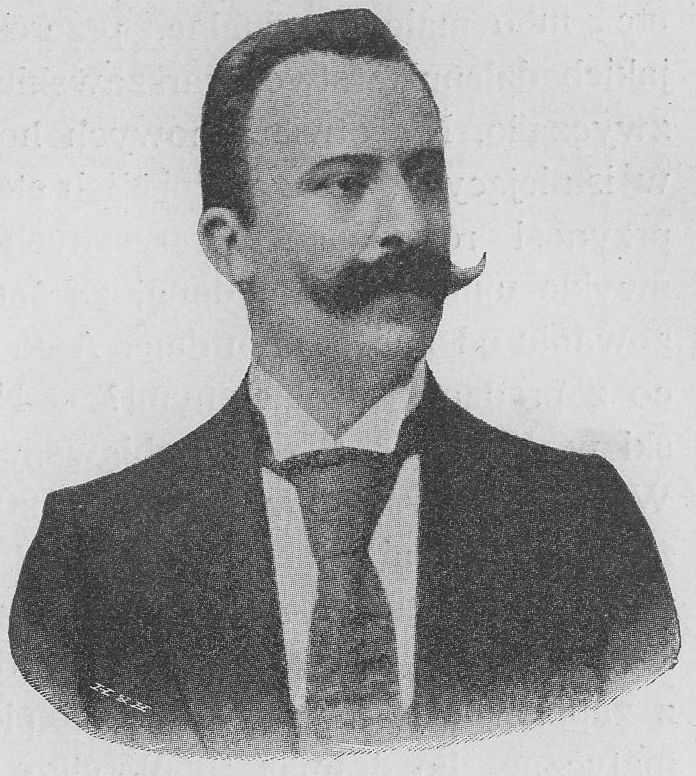
Władysław Rabski

Komitet założycielski OKOP powstał w lipcu 1922 w Warszawie a w jego skład weszli:
- prof. Ignacy Mościcki
- dr Zenon Martynowicz
- inż. Władysław Szaynok
- inż. Jan Zagleniczny
- Bogusław Herse
- dr Władysław Rabski
- inż. Władysław Kiślański
- płk Adolf Małyszko
- inż. Eugeniusz Berger
- dr Bogdan Deryng

## Historia
22 września 1922 na pierwszym posiedzeniu OKOP przyjęto jego statut oraz regulamin powoływania komitetów miejscowych.
Prezesem OKOP został inż. Jan Zagleniczny zaś jego zastępcą płk Adolf Małyszko.
Z powodu niewystarczających funduszy nie udało się zbudować nowej siedziby. 15 grudnia 1924 OKOP podjął uchwałę w sprawie reorganizacji i zmiany nazwy na Towarzystwo Obrony Przeciwgazowej (TOP).

## Oddziały OKOP
W roku 1923 funkcjonowały następujące oddziały OKOP (w nawiasach podani są ich prezesi)
- Będzin (Jan Misiorski)
- Białystok (woj. Stefan Popielawski)
- Biłgoraj (płk Wiktor Aleksander Pogorzelski)
- Ciechanów
- Częstochowa (ks. dziekan Wróblewski)
- Dobrzejewice (Wacław Konczalski)
- Gołcza (ks. Kruszyński)
- Grodno (J. Biegański)
- Grudziądz (dr Jan Sujkowski)
- Igołomia
- Iwanowice (ks. Władysław Durmasiewicz)
- Jabłonna (płk Marian Kozłowski)
- Jarosław (starosta Edmund Prezentkiewicz)
- Juchnowiec (Feliks Rypiński)
- Kacice
- Konin (starosta J. Augustowski)
- Kopalnia „Saturn” (E. Jankowski)
- Kopalnia „Niwka” (Emil Winter)
- Końskie (inż. S. Malanowicz)
- Kowal
- Kozienice (A. Dukalski)
- Knurów (inż. Czesław Jakubowicz)
- Leszno (dr Berkan)
- Lipno (Zygmunt Uzarowicz)
- Lublin (woj. Moskalewski)
- Łask
- Łomża (gen. Stanisław Suryn)
- Łódź (inż. Stawiski)
- Łuków (starosta M. Słomiński)
- Michałowice (w organizacji)
- Miechów
- Nasielsk
- Opatów (Zygmunt Leszczyński)
- Ostrowiec (inż. Zygmunt Widera)
- Ostrów Mazowiecka (starosta Władysław Dąbrowski)
- Pińsk (Stanisław Tomaszewicz)
- Pleszew (Franciszek Klasa)
- Płock (S. Będowski)
- Poznań (prezydent miast dr Cyryl Ratajski)
- Racławice (Włodzimierz Łącki)
- Radom (inż. Władysław Krzyżanowski)
- Rokitno (mjr Stanisław Babeńskowski)
- Rypin (Antonina Gniazdowska)
- Sieradz (ppłk Wiktor Rostocki)
- Skierniewice (Wacław Górski)
- Słomniki (w organizacji)
- Sochocin (ks. Franciszek Wojewódzki)
- Starachowice (inż. B. Rafalski)
- Starogard
- Szydłowiec (ks. M. Stankowski)
- Tczew (K. Antonowicz)
- Tczyca (Wojciech Kula)
- Tomaszów Lubelski (Michał Hertz)
- Włocławek (inż. A. Olszanowski)
- Włodzimierz Wołyński (Horodyski)
- Zduńska Wola

## Przekształcenia
Obywatelski Komitet Obrony Przeciwgazowej (1922-1924) → Towarzystwo Obrony Przeciwgazowej (1924-1928) → Liga Obrony Powietrznej i Przeciwgazowej (1928-1939)